# Nephesa rorida
Nephesa rorida är en insektsart som först beskrevs av Walker 1857.  Nephesa rorida ingår i släktet Nephesa och familjen Flatidae. Inga underarter finns listade i Catalogue of Life.